# Église Saint-Emmeran (Mayence)
L'église Saint-Emmeran à Mayence est une église catholique fondée au IXe siècle mais attestée seulement qu'en 1220. L'église gothique (avec une tour romane subsistante) date du XIIIe siècle. L'édifice a ensuite été modifiée au cours des XIVe et XVe siècles. Fortement détruite durant la Seconde Guerre mondiale, elle a été reconstruite dans les années 1960 et 1970. Elle est sous le patronage, rare hors de Bavière, du saint évêque Emmeran de Ratisbonne. Située dans le centre historique de la ville, elle est l'église de la paroisse italienne de Mayence. 

## Histoire
La forte vénération du saint à l'époque carolingienne et les découvertes archéologiques indiquent que l'église a été fondée au IXe siècle. Pour l'église elle-même, aucune donnée de construction directe n'a été transmise. Dans un document du cardinal Siegfried II von Eppstein de 1220, l'église est mentionnée pour la première fois sous le nom de St. Heimerammi. À cette époque, la paroisse de saint Emmeran a connu la plus grande expansion de toutes les paroisses de Mayence.
De la phase de construction romane, seule la tour principale de l'église de la fin du XIIe siècle a survécu jusqu'à nos jours. Elle a été intégrée au mur nord-ouest de la nouvelle église à trois nefs. L'ancienne chapelle Saint-Sévère est accolée à son côté nord. L'ancien édifice carolingien a été remplacé par un édifice gothique vers 1300. Sous l'influence de l'ordre mendiant dominicain, celle-ci fut simplement construite comme une église dite mendiante. Le résultat fut une église à trois nefs, divisée en cinq travées et une travée de chœur.
Comme beaucoup d'autres édifices religieux et profanes de grande valeur à Mayence, Saint-Emmeran a été gravement détruite à la fin de la Seconde Guerre mondiale lors des attaques aériennes sur la ville en 1945 ; elle fut donc reconstruite dans les années 1960 et 1970.
Fritz Arens, conservateur municipal des monuments historiques, a toutefois pu sauver avant la destruction de la chaire rococo, le tableau du maître-autel de 5×3 mètres L'Assomption de la Vierge de Franz Anton Maulbertsch. Il se trouve aujourd'hui à l'église Saint-Quentin (Mayence).

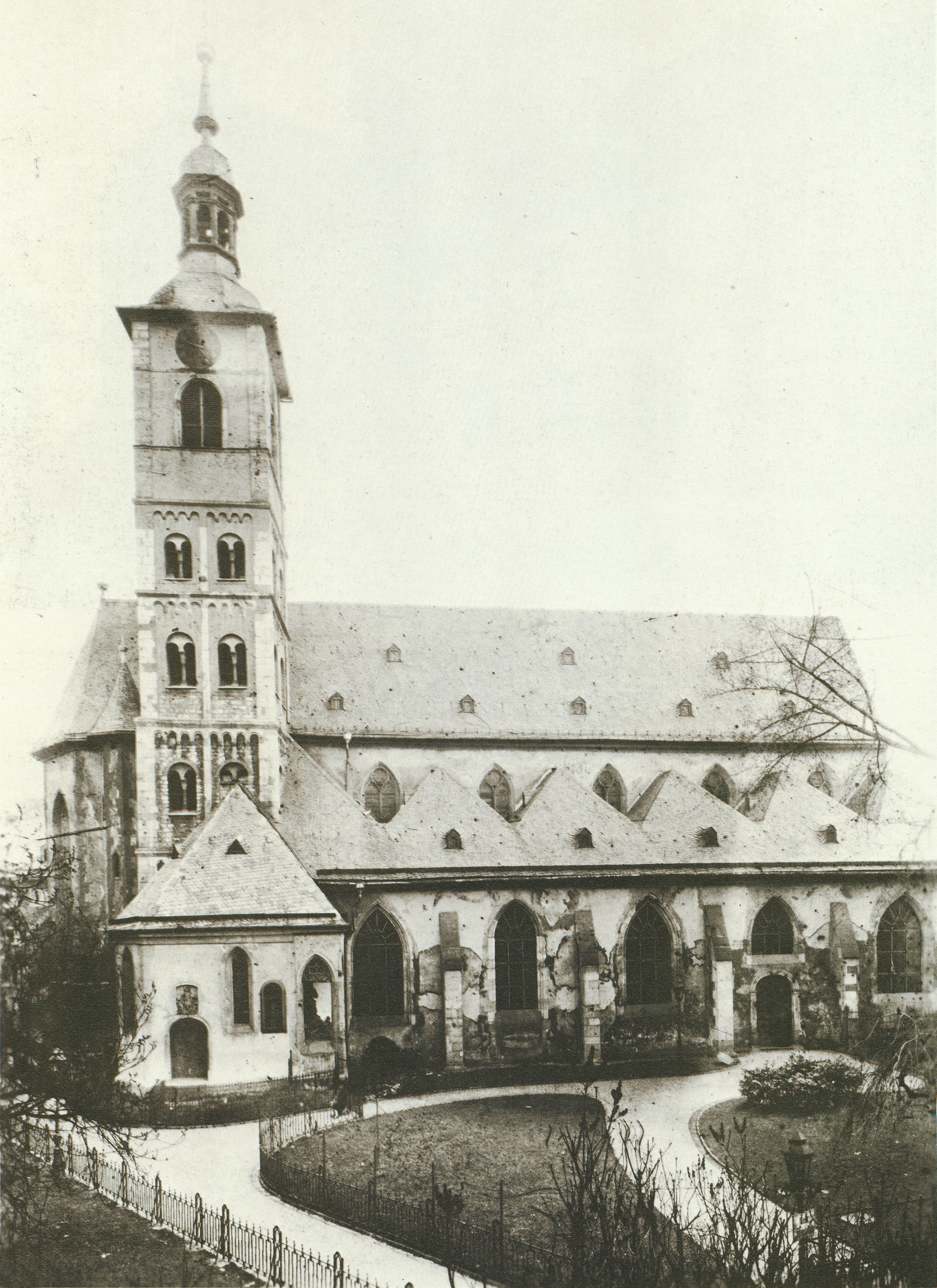
L'église vers 1900.
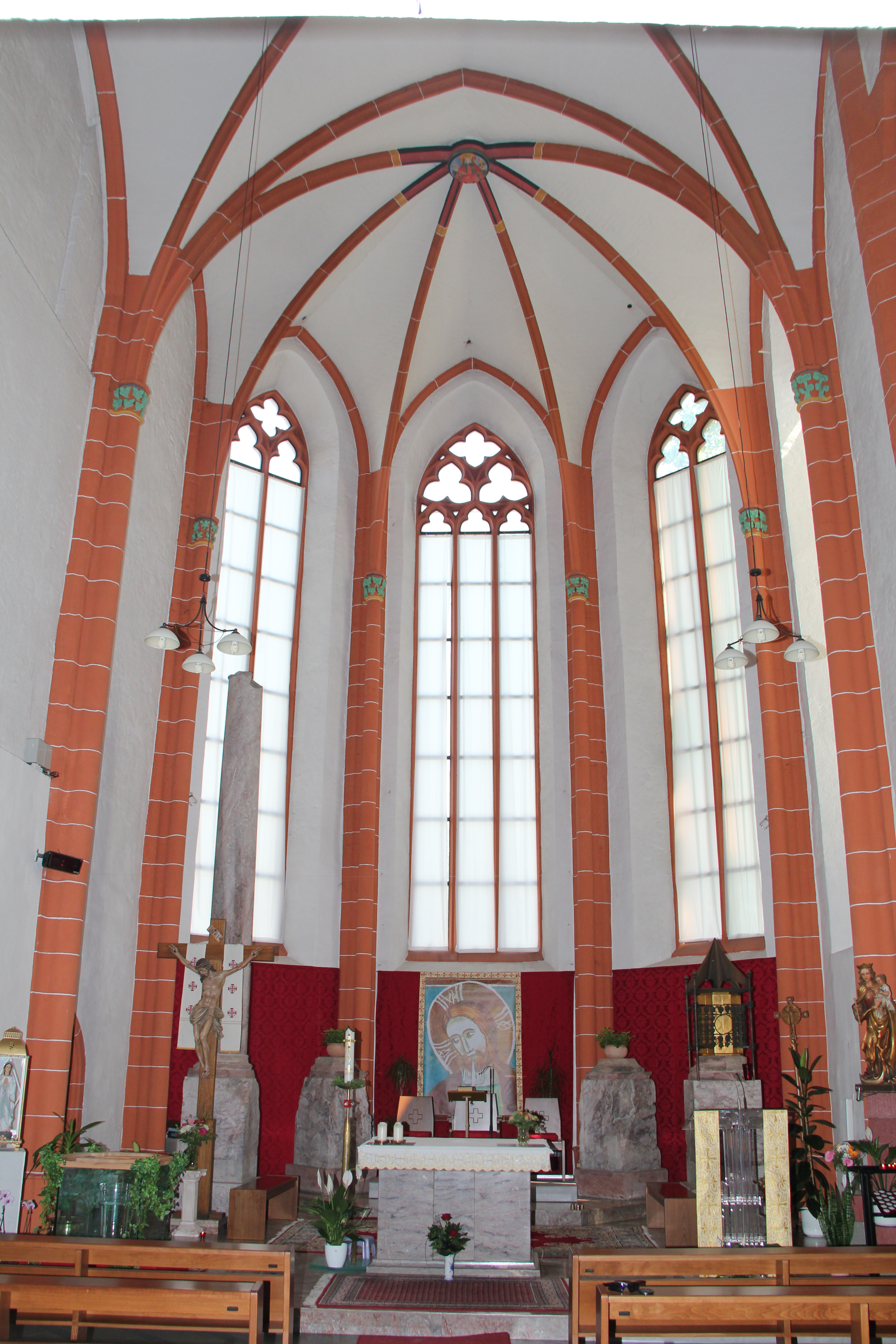
Le chœur.

## Source
- (de) Cet article est partiellement ou en totalité issu de l’article de Wikipédia en allemand intitulé « St. Emmeran (Mainz) » (voir la liste des auteurs).